# Миддлберийский колледж
Миддлберийский колледж (англ. Middlebury College) — частный гуманитарный университет в городе Мидлбери, Вермонт, США. Основан в 1800 году и является одним из старейших и самых престижных гуманитарных вузов США. В 1823 году Мидлбери-колледж стал первым американским вузом, присвоившим учёную степень бакалавра чернокожему студенту. В колледже обучается более 2500 студентов из всех штатов США и из более чем 70 стран мира. В 2012 году в рейтинге лучших гуманитарных вузов США по версии U.S. News & World Report Мидлбери-колледж занял 5-е место. В 2011 году в рейтинге лучших вузов США по версии журнала Forbes Мидлбери-колледж занял 40-ю позицию.

## Выпускники и преподаватели
- Арден, Кэтрин
- Рочфорд, Эдмунд Бёрк
- Джейсон Мандзукас
- Карлос Кальеха